# Heike Roth
Heike Maria Roth, coniugata Peters (Treviri, 8 settembre 1968), è un'ex cestista tedesca.

## Carriera
Con la Germania ha disputato i Campionati mondiali del 1998 e tre edizioni dei Campionati europei (1995, 1997, 1999).